# Bomakellia kelleri
La bomakellia (Bomakellia kelleri) è un enigmatico organismo estinto di incerta classificazione, vissuto nel Precambriano superiore (Ediacarano, circa 555 milioni di anni fa). I suoi resti sono stati ritrovati sulle rive del Mar Bianco, in Russia settentrionale.

## Descrizione
Conosciuto solo per un esemplare fossile, questo organismo doveva essere lungo (o alto) una decina di centimetri. Il fossile mostra una struttura cilindrica che terminava in un'espansione molto larga di dimensioni notevoli. Lungo la struttura cilindrica erano presenti nove coppie di strutture allungate e piatte, simili a foglie, di dimensioni simili fra loro. Il “corpo” terminava bruscamente appena dopo l'ultima coppia di queste strutture.

## Classificazione
Non è chiaro che tipo di organismo fosse la bomakellia. Secondo un'interpretazione (Fedonkin, 1985) questo organismo era un artropodo primitivo, appartenente al gruppo dei Paratrilobita. Successivamente (Waggoner, 1996) è stato proposto che Bomakellia potesse essere un parente primitivo del predatore del Cambriano noto come Anomalocaris; secondo questa interpretazione, l'espansione finale interpretata come il capo dell'animale era dotata non di rilievi, ma di veri e propri occhi. La bomakellia, quindi, sarebbe stata il primo animale dotato di vista. Questa ipotesi, tuttavia, non ha riscontrato grande successo nell'ambito accademico. Ulteriori studi dell'esemplare hanno portato alla conclusione che questo organismo era dotato di simmetria tetraradiale; la morfologia, in questo caso, sarebbe paragonabile a quella dei cosiddetti rangeomorfi, un gruppo di organismi simili a fronde tipici dell'Ediacarano.

## Stile di vita
Non è possibile ipotizzare uno stile di vita per questo organismo, dal momento che non è nemmeno chiaro a quale gruppo di esseri viventi appartenesse. Se fosse stato un artropode primitivo, la bomakellia potrebbe aver strisciato sul fondo alla ricerca di cibo; se invece fosse stato un anomalocaride, è possibile che fosse un organismo natante, che si muoveva grazie alle strutture simili a foglie ai lati del corpo. Se, infine, fosse stato un rangeomorfo, la struttura interpretata come la testa dell'animale sarebbe stata in realtà un peduncolo, grazie al quale Bomakellia si ancorava al fondale marino.